# 다윈 군사박물관

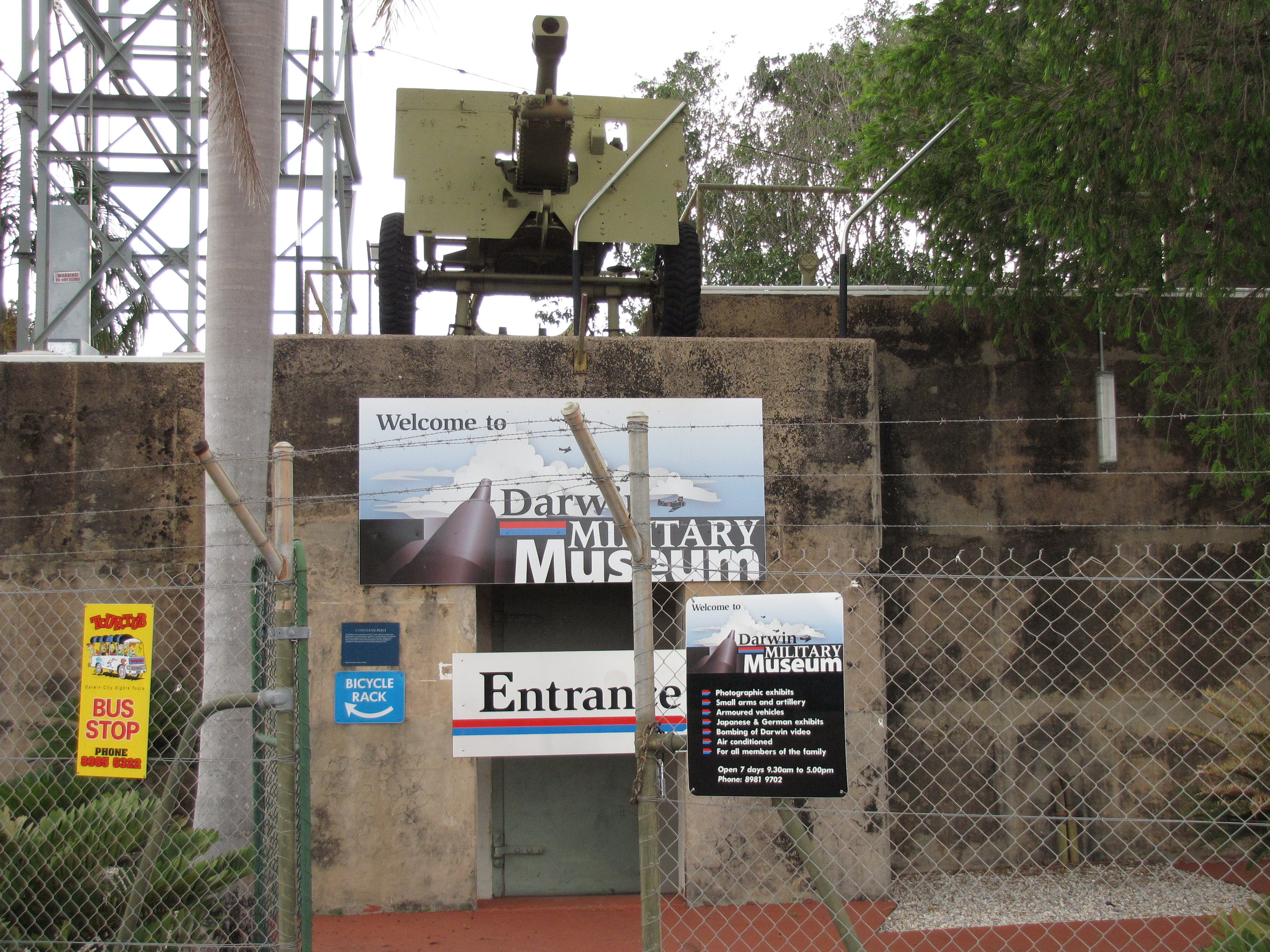
다윈 군사박물관

다윈 군사박물관(영어: Darwin Military museum)는 오스트레일리아 노던 준주 다윈 이스트포인트에 위치한 박물관이다. 1965년 설립하였으며, 제2차 세계대전 당시 군사 작전을 수행한 참호였던 곳에 만들어졌다. 각종 군사 자료를 전시하고 있다.